# Krystyna Palmowska
Krystyna Palmowska (Varsovia, 11 de noviembre de 1948–Alto Tatra, 15 de junio de 2025) fue una alpinista e ingeniera polaca. Se dio a conocer por sus expediciones de alpinismo a finales de la década de 1970 y en la década de 1980, donde fue reconocida como una de las escaladoras más destacadas de su generación en Polonia. En 1983, Palmowska fue la primera mujer en alcanzar la cima del Broad Peak y, dos años más tarde, formó parte del primer equipo femenino en alcanzar la cima del Nanga Parbat.

## Biografía
Palmowska nació en Varsovia el 11 de noviembre de 1948. Se se unió al Club de Montañismo de su ciudad natal en 1969. Allí comenzó a escalar regularmente con equipos de escalada formados exclusivamente por mujeres, adquiriendo experiencia en los Altos Tatras. Tras conocer a su compañera de escalada Anna Czerwińska, la pareja se haría famosa por sus ascensiones a algunas de las rutas más difíciles de los Tatras, incluidas ascensiones invernales.

### Expediciones internacionales de escalada
Palmowska realizó su primera expedición en la cordillera del Karakórum en 1975. Ese año, alcanzó los 8 035 metros de altura en el Gasherbrum II antes de abortar el intento de ascender a la cima. Dos años después, en 1977, junto a Anna Czerwińska, realizó el segundo ascenso femenino de la cara norte del Cervino. Al año siguiente, Palmowska formó parte del primer ascenso invernal femenino del monte alpino.
En 1979, Palmowska y Czerwińska realizaron un nuevo ascenso del Rakaposhi (7 788 metros). Fue la primera ascensión femenina de la montaña. En 1980, formó parte de una expedición al Kanchenjunga.
En 1982, Palmowska fue miembro de la expedición femenina al K2 junto con Wanda Rutkiewicz y Czerwińska. Palmowska alcanzó los 7 000 metros en el Espolón de los Abruzzos antes de descender. Al año siguiente, coronó su primer ochomil, el Broad Peak, en un ascenso de estilo alpino, convirtiéndose en la primera mujer en alcanzar la cima el 30 de julio de 1983.
En 1985, formó parte del primer equipo de expedición femenino que coronó el Nanga Parbat (8 126 metros). En 1986, Czerwińska y Palmowska alcanzaron los 8 200 metros por la ruta Magic Line del K2, antes de descender.
Además del alpinismo, Palmowska tenía un doctorado en ingeniería eléctrica y trabajaba como ingeniera. En 2003, publicó Zaklęty w górski kamień, un libro sobre el alpinismo, la amistad y su pasión por las montañas.

## Muerte
Palmowska falleció el 15 de junio de 2025 en el paso Wyżnia Przybylińska, en el Alto Tatra, en Eslovaquia. Su cuerpo fue encontrado un día después, en la zona del valle de Piarżysta, cerca de Koprowy Wierch. Tenía 76 años.